# FV105 Sultan
FV105 Sultan — боевая машина британской армии на платформе CVR(T). У него более высокая крыша, чем у базовой модели CVR(T), что обеспечивает более комфортное «служебное пространство» внутри. Он содержит большую вертикальную доску с картами и стол вдоль одной стороны, а также скамейку для трех человек, стоящих лицом к ней. Впереди расположены места радиста с возможностью установки четырёх радиостанций и командира машины, чье сиденье может быть поднято, чтобы дать ему доступ к установленному на цапфе универсальному пулемету. Водитель сидит перед ним в небольшом отсеке рядом с моторным отсеком, на стуле с подпружиненным сиденьем, которое позволяет ему откидываться внутри автомобиля или сидеть прямо, высунув голову из люка.
FV105 Sultan содержит фильтрующий элемент NBC для защиты от химических газов, биологических агентов и радиоактивных частиц.

## Операторы

### Страны-операторы

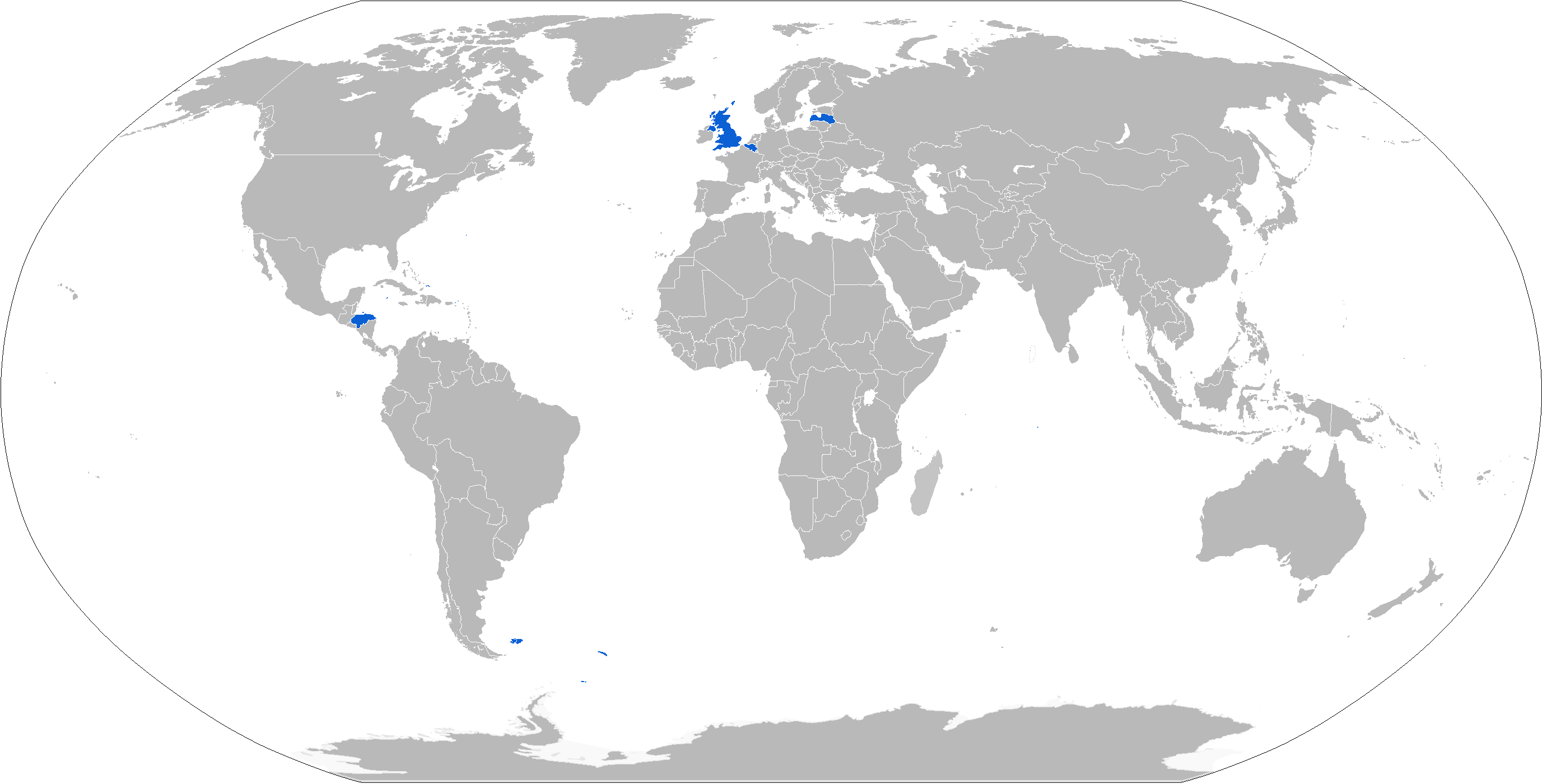
Операторы FV105 Sultan, отмеченные синим.

- Великобритания
- Латвия
- Венесуэла
- Брунея
- Того
- Гондурас
- Бельгия
- Украина